# Staudach-Egerndach
Staudach-Egerndach is een plaats in de Duitse deelstaat Beieren, en maakt deel uit van het Landkreis Traunstein.
Staudach-Egerndach telt 1.146 inwoners.

## Geboren
- Theresa Brandl (1902-1948), Duitse kampbewaakster in de Tweede Wereldoorlog
- Inwoner Adolph Kroher uit de plaats Staudach ( opper Bayeren) is de grondlegger van Cement-dakpannen. Ontwikkelde 2 type -  een Ruitvormig plat model voor woonhuizen en een Golf model voor Veestallen en Fabrieken. De menging bestond uit  1 deel Cement , te mengen met 1 deel scherp Rivierzand en water.
- Bron : Lexicon der Ziegel , W. Bender, Bauverlag GMBH - Wiesbaden und Berlin 1995.

Altenmarkt a.d.Alz ·
Bergen ·
Chieming ·
Engelsberg ·
Fridolfing ·
Grabenstätt ·
Grassau ·
Inzell ·
Kienberg ·
Kirchanschöring ·
Marquartstein ·
Nußdorf ·
Obing ·
Palling ·
Petting ·
Pittenhart ·
Reit im Winkl ·
Ruhpolding ·
Schleching ·
Schnaitsee ·
Seeon-Seebruck ·
Siegsdorf ·
Staudach-Egerndach ·
Surberg ·
Tacherting ·
Taching a.See ·
Tittmoning ·
Traunreut ·
Traunstein ·
Trostberg ·
Übersee ·
Unterwössen ·
Vachendorf ·
Waging a.See ·
Wonneberg